# Guerra arabo-israeliana del 1948
La guerra arabo-israeliana del 1948 (per gli israeliani מלחמת העצמאות, «Guerra d'indipendenza»; per gli arabi al-Nakba, in arabo النكبة‎?, ossia «la catastrofe») è il conflitto scoppiato il 15 maggio 1948 al ritiro delle truppe britanniche dalla Palestina e alla contestuale proclamazione dello Stato di Israele, quando truppe provenienti da Egitto, Transgiordania, Siria, Libano e Iraq, unitamente a corpi di spedizione minori provenienti da altri Paesi arabi, penetrarono nella Palestina cisgiordana.
Questa guerra fu la naturale prosecuzione della guerra civile del 1947-1948 nella Palestina mandataria, con la novità della costituzione ufficiale dello Stato di Israele e l'intervento diretto dei confinanti Paesi arabi.
Gli scontri terminarono nei primi mesi del 1949 e al cessate il fuoco seguirono accordi armistiziali separati.

## Fasi della guerra

### Prima fase: 15 maggio 1948-11 giugno 1948

Attacchi tra il 15 maggio e il 10 giugno 1948

Il Mandato britannico sulla Palestina scadeva il 15 maggio, ma i comandi ebraici condotti dal futuro primo ministro David Ben-Gurion dichiararono l'indipendenza il 14 maggio. Lo Stato d'Israele si proclamò nazione indipendente e fu rapidamente riconosciuto dall'Unione Sovietica, dagli Stati Uniti e dalle altre nazioni che sedevano in quella che, all'epoca, era la neonata Assemblea generale delle Nazioni Unite.
Nei pochi giorni successivi, approssimativamente mille soldati libanesi, mille siriani, cinquemila iracheni e diecimila egiziani invasero il neocostituito Stato. Quattromila soldati transgiordani invasero il cosiddetto Corpus separatum, la regione cioè che comprendeva Gerusalemme e i suoi dintorni, come pure le aree indicate come parte dello Stato arabo dal Piano di partizione delle Nazioni Unite. Essi furono aiutati da corpi di volontari dell'Arabia Saudita, della Libia e dello Yemen.
In un cablogramma ufficiale del Segretario generale della Lega degli Stati Arabi al suo omologo dell'ONU del 15 maggio 1948, gli stati arabi pubblicamente proclamarono il loro intento di creare uno "Stato unitario di Palestina" al posto dei due stati uno ebraico e l'altro arabo, previsti dal piano dell'ONU. Essi reclamarono che questi ultimi non erano validi perché ad essi si opponeva la maggioranza degli arabi palestinesi, e confermarono che l'assenza di un'autorità legale rendeva necessario intervenire per proteggere le vite e le proprietà arabe.
Israele, gli USA e l'URSS definirono l'ingresso degli stati arabi in Palestina un'aggressione illegittima. Il segretario generale dell'ONU Trygve Lie lo descrisse come "la prima aggressione armata che il mondo abbia mai visto dalla fine della seconda guerra mondiale". La Cina, invece, sostenne con decisione le rivendicazioni arabe. Entrambe le parti nei mesi seguenti incrementarono il numero di truppe mobilitate, ma il vantaggio d'Israele crebbe continuamente come risultato del coinvolgimento progressivo dell'intera società israeliana, accresciuta dall'afflusso mensile di circa 10 300 immigrati.
| Forze israeliane nel 1948 | Forze israeliane nel 1948 |
| ------------------------- | ------------------------- |
| Forza iniziale            | 29677                     |
| 4 giugno                  | 40825                     |
| 17 luglio                 | 63586                     |
| 7 ottobre                 | 88033                     |
| 28 ottobre                | 92275                     |
| 2 dicembre                | 106900                    |
| 23 dicembre               | 107652                    |
| 30 dicembre               | 108300                    |

(Fonte: Ahron Bregman, 2002, p. 24, che cita il Diario della guerra di Ben-Gurion)
Il 26 maggio 1948 le forze di difesa israeliane (IDF) furono ufficialmente istituite e l'Haganah, il Palmach e l'Irgun furono assorbiti dall'esercito del nuovo Stato ebraico. Man mano che la guerra proseguiva le IDF riuscirono a mettere in campo più truppe delle forze arabe. Dal luglio 1948, le IDF avevano sessantatremila (63k) combattenti; dall'inizio della primavera del 1949, centoquindicimila (115k). Gli eserciti arabi avevano una forza stimata in quarantamila (40k) uomini nel luglio 1948, saliti a cinquantacinquemila (55k) nell'ottobre del 1948, e poco di più nella primavera del 1949.
Tutte le risorse aeree ebraiche furono poste sotto il controllo dello Sherut Avir (servizio aereo noto come SA) nel novembre del 1947 e le operazioni aeree cominciarono il mese dopo da un piccolo aeroporto nei sobborghi di Tel Aviv, chiamato Sde Dov, con la prima azione di supporto terrestre che ebbe luogo il 17 dicembre. Lo Squadrone Galilea fu formato a Yavniel nel marzo 1948 e lo Squadrone Negev fu creato a Nir Am in aprile. Il 10 maggio, allorché l'SA registrava la sua prima perdita in combattimento, vi erano tre unità aeree, uno stato maggiore dell'aeronautica, impianti di manutenzione e logistica operativi. Allo scoppio della guerra, il 15 maggio, l'SA divenne l'Aviazione Militare Israeliana ("Israeli Air Force", IAF, in ebraico: זרוע האוויר והחלל, Zroa HaAvir VeHaḤalal, lett. "Arma dell'Aria e dello Spazio"), ma durante le primissime settimane di guerra, non fu in grado di affrontare le forze aeree arabe, che impiegavano T-6 Texan, Supermarine Spitfire, C-47 e Avro Anson modificati ("Arab Ansons"), tant'è vero che la maggior parte delle perdite arabe fu il risultato delle azioni della RAF britannica in risposta alle incursioni arabe sulle basi aeree del Regno Unito presso Haifa il 22 maggio, nel corso delle quali cinque Spitfire egiziani furono abbattuti.
Fu anche nel corso di questo periodo che il bilancio della supremazia aerea cominciò a virare a favore dell'aviazione militare israeliana grazie all'acquisto di venticinque Avia S-199 dalla Cecoslovacchia, il primo dei quali arrivò in Israele il 20 maggio (si trattava di derivati dell'aereo tedesco Messerschmitt Bf 109, particolarmente utili come contrapposizione agli Spitfire egiziani). La prima incursione su una capitale araba avvenne nella notte tra il 31 maggio e il 1º giugno, quando tre aerei israeliani bombardarono Amman. Le FDI acquisirono la superiorità aerea nell'autunno del 1948, nonché quella della potenza di fuoco e dell'addestramento del personale, gran parte del quale aveva partecipato ad azioni militari nella seconda guerra mondiale.
La prima missione delle IDF fu quella di resistere agli eserciti arabi e di impedire loro di distruggere i principali insediamenti ebraici fin quando non fossero giunti rinforzi e nuove armi. Il combattimento più pesante lo si ebbe a Gerusalemme e sulla strada Gerusalemme-Tel Aviv fra la Legione Araba transgiordana e le forze israeliane. Re Abd Allāh di Giordania ordinò a Glubb Pascià, il comandante della Legione Araba, di entrare a Gerusalemme il 17 maggio e si ebbero pesanti combattimenti casa per casa fra il 19 e il 28 maggio, con la Legione Araba che riuscì ad espellere le forze israeliane dai quartieri arabi di Gerusalemme, come pure dal quartiere ebraico della Città Vecchia. Le truppe irachene fallirono invece nei loro attacchi agli insediamenti ebraici (la battaglia più importante ebbe luogo a Mishmar Haemek), e presero posizione difensiva attorno a Jenin, Nablus e Tulkarm.
A nord, l'esercito siriano fu bloccato nel kibbutz di Degania dagli occupanti solo grazie a dell'armamento leggero. Un carro armato messo fuori uso da una bomba molotov era ancora presente all'interno del kibbutz. Più tardi un bombardamento d'artiglieria con cannoni del XIX secolo sistemati alla meglio condusse al ritiro dei siriani dal kibbutz.
Nel corso dei successivi mesi l'esercito siriano fu respinto e così pure gli irregolari palestinesi e l'Esercito Arabo di Liberazione (Arab Liberation Army, ALA). A sud, un attacco egiziano riuscì a penetrare le difese di numerosi kibbutzim israeliani, ma con pesanti perdite. Questo attacco fu bloccato vicino ad Ashdod. Le forze armate israeliane riuscirono non solo a mantenere il controllo militare dei territori ebraici loro assegnati dal piano dell'ONU, ma ad ampliarlo nelle aree teoricamente attribuite agli arabi.

### Prima tregua: 11 giugno 1948-8 luglio 1948
L'ONU proclamò una tregua il 29 maggio, che entrò in vigore l'11 giugno e sarebbe terminata 28 giorni dopo. Il cessate il fuoco fu sorvegliato dal mediatore delle Nazioni Unite Folke Bernadotte. Un embargo di armi fu dichiarato con l'intenzione che nessuna delle parti potesse trarre vantaggi dalla tregua. Al termine di essa, Folke Bernadotte presentò un nuovo piano di partizione che avrebbe assegnato la Galilea, la regione più settentrionale della Palestina, agli ebrei e il Negev, la regione più meridionale, agli arabi. Entrambe le parti contendenti lo respinsero. L'8 luglio le forze armate egiziane ripresero le operazioni di guerra, riaccendendo in tal modo i combattimenti.

### Seconda fase: 8 luglio 1948-18 luglio 1948
I dieci giorni, a metà dell'estate, fra le due tregue furono dominati in larga misura dall'offensiva israeliana e dall'atteggiamento difensivo della parte araba. L'Operazione Dani fu la più rilevante e mirò a mettere in sicurezza e ad allargare il corridoio fra Gerusalemme e Tel Aviv, conquistando le cittadine lungo il tragitto anzidetto di Lidda (poi chiamata Lod) e di Ramle. I residenti di Lidda e Ramle, circa cinquantamila palestinesi, furono obbligati dagli israeliani ad abbandonare le città dando luogo a quello che sarebbe stato il più ampio esodo di popolazioni di tutto il conflitto.
In un secondo momento le posizioni fortificate di Latrun, dominanti Gerusalemme e la città di Ramallah, furono ugualmente conquistate dagli israeliani. Questo secondo piano fu la cosiddetta Operazione Dekel, il cui fine era quello di conquistare la Bassa Galilea, inclusa Nazareth. Il terzo piano, al quale furono destinate scarse risorse, fu invece l'Operazione Kedem, per assicurarsi la Città Vecchia di Gerusalemme.

#### Operazione Dani
Lidda fu essenzialmente difesa dall'esercito transgiordano, ma anche le milizie palestinesi e l'Esercito Arabo di Liberazione furono presenti. La città fu attaccata da nord via Majdal al-Sadiq e al-Muzayri'a, e da est via Khulda, al-Qubab, Jimzu e Danyal. Per colpirla furono anche impiegati per la prima volta dei bombardieri. L'11 luglio 1948 le forze israeliane presero la città e il giorno dopo conquistarono anche Ramle. Il 15 e il 16 luglio attaccarono Latrun ma non riuscirono ad occuparla. Le sferrarono un secondo disperato attacco il 18 luglio tramite unità della Brigata Yiftach, dotata di veicoli corazzati che comprendevano due carri armati Cromwell, ma anche questa volta senza successo. Fu dichiarata una seconda tregua il 18 luglio, ma gli israeliani perseverarono nei loro tentativi di conquista fino al 20 luglio.

#### Operazione Dekel
Mentre l'operazione Dani procedeva al centro, nel nord si attuava l'operazione Dekel. Nazaret fu presa il 16 luglio e al momento dell'entrata in vigore della seconda tregua l'intera Bassa Galilea dalla baia di Haifa al Lago Kinneret era stata conquistata dagli israeliani.

#### Operazione Kedem
Originariamente l'operazione doveva scattare l'8 luglio, immediatamente dopo la prima tregua, e essere attuata dall'Irgun e dalla Banda Stern, ma fu rinviata da David Shaltiel, forse perché non credeva nelle loro capacità dopo il fallimento di conquista di Deir Yassin senza l'aiuto dell'Haganah. Le forze dell'Irgun, comandate da Yehuda Lapidot (Nimrod), dovevano aprirsi un varco alla Porta Nuova. Il Lehi doveva distruggere il muro che si stendeva dalla Porta Nuova alla Porta di Giaffa e il battaglione Beit Hiron doveva colpire dal Monte Zion.
Era previsto che la battaglia iniziasse alle ore 20:00 del venerdì 16 luglio, che era già sabato per gli ebrei, con la conseguente applicazione delle relative disposizioni religiose, un giorno prima del secondo cessate il fuoco. Il piano registrò problemi seri fin dalle sue prime battute e fu posposto dapprima alle 23:00 e poi alla mezzanotte. Non fu prima delle 2:30 di notte che la battaglia cominciò. Gli appartenenti all'Irgun tentarono d'infrangere il blocco alla Porta Nuova ma le altre forze ebraiche in campo fallirono il loro obiettivo. Alle 5:45 del mattino, Shaltiel ordinò una ritirata e la fine delle ostilità.

### Seconda tregua: 18 luglio 1948-15 ottobre 1948
Alle 19,00 del 18 luglio entrò in vigore la seconda tregua del conflitto, dopo intensi sforzi diplomatici condotti dall'ONU.
Il 16 settembre Folke Bernadotte propose una nuova partizione per la Palestina in base alla quale la Transgiordania avrebbe annesso le aree arabe, inclusi il Negev, al-Ramla e Lydda, lo Stato ebraico avrebbe inglobato l'intera Galilea, Gerusalemme avrebbe avuto un'amministrazione internazionale e i rifugiati avrebbero potuto tornare alle loro terre d'origine o essere indennizzati. Anche questo nuovo piano fu però respinto da entrambe le parti in causa.
Il giorno dopo Bernadotte fu assassinato dalla Banda Stern e il suo vice, lo statunitense Ralph Bunche, lo rimpiazzò.

### Terza fase: 15 ottobre 1948-20 luglio 1949

#### Operazioni israeliane

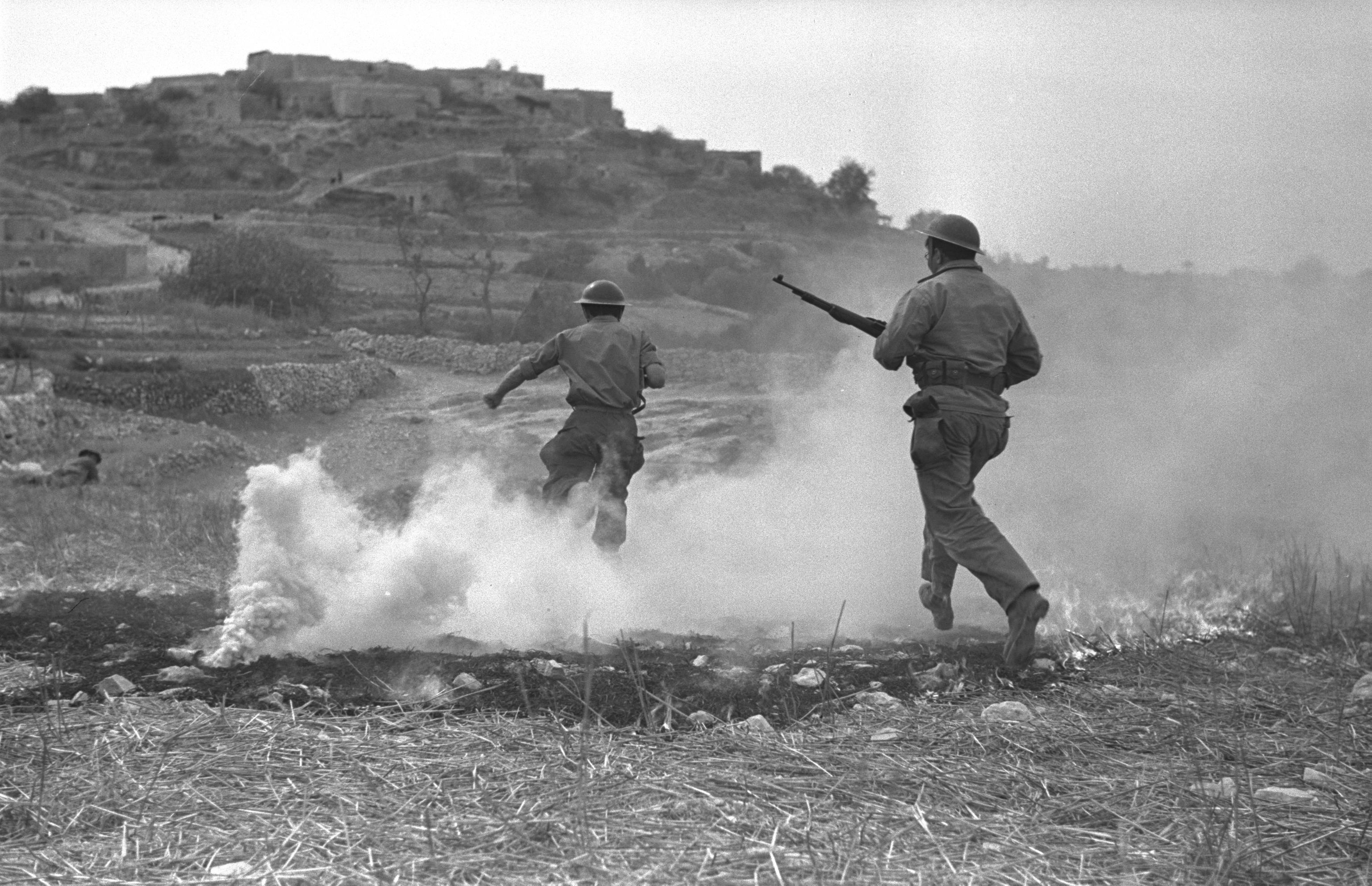
Soldati israeliani attaccano Sa'sa' durante l'operazione Hiram

Tra il 15 ottobre 1948 ed il 20 luglio 1949 Israele lanciò una serie di operazioni militari per respingere gli eserciti arabi e rendere sicure le sue frontiere.

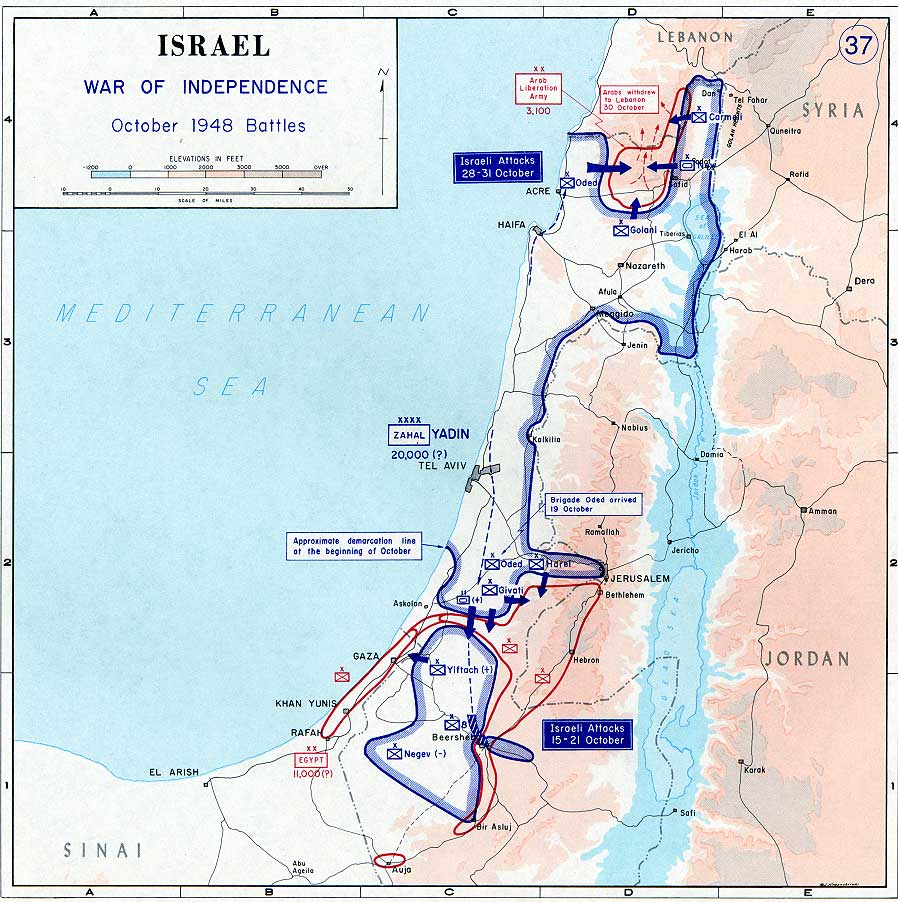
Battaglie d'ottobre in quella che da Israele è considerata la sua "guerra d'indipendenza"

Il 24 ottobre fu lanciata l'operazione Hiram, che fu un successo completo e con la quale gli israeliani conquistarono l'intera Alta Galilea, respingendo l'Armata di Liberazione Araba e l'esercito libanese in Libano, avanzando addirittura di cinque miglia all'interno del Libano, in direzione del fiume Leonte.
Il 15 ottobre si passò all'operazione Yoav nel Negev settentrionale. L'obiettivo era quello di inserire un cuneo fra le forze egiziane lungo la costa palestinese e la strada Beersheba-Hebron-Gerusalemme per conquistare infine l'intero Negev. Condotta dal comandante del fronte meridionale, Yigal Allon, anche questa azione ottenne i risultati sperati, perché disordinò i ranghi dell'esercito egiziano e forzò le truppe del Cairo a ritirarsi sia dal Negev settentrionale che dalle cittadine di Beersheba ed Ashdod. Il 22 ottobre, infine, un commando di sommozzatori della marina israeliana affondò la nave egiziana Amīr Fārūq.
Il 22 dicembre fu la volta dell'operazione Horev, chiamata anche "operazione Ayin", grazie alla quale l'intero Negev fu sgombrato dalla presenza egiziana, minaccia per le comunità ebraiche meridionali.
Gli israeliani avanzarono a Nitzana e nella penisola del Sinai e circondarono l'esercito egiziano nella striscia di Gaza costringendolo a ritirarsi e ad accettare il cessate il fuoco. Per gli israeliani fu una vittoria decisiva perché il 7 gennaio fu raggiunto un accordo di tregua. Le forze israeliane, su pressioni internazionali, evacuarono poi il Sinai e Gaza.
Il 5 marzo prese il via l'operazione Uvda. Il 10 marzo gli israeliani giunsero a Umm Rashrash, dove più tardi sarà costruita la città di Eilat, e la conquistarono senza dover combattere (presero parte alle operazioni la Brigata Negev e la Brigata Golani). Dai vincitori fu innalzato un vessillo artigianale realizzato con l'inchiostro ("The Ink Flag") che reclamava Umm Rashrash come parte d'Israele.

#### Risoluzione dell'ONU n. 194
Nel dicembre 1948 l'Assemblea Generale dell'ONU approvò la risoluzione 194 che dichiarava, fra l'altro, che nel contesto di un accordo generale di pace "ai rifugiati che avessero voluto tornare alle proprie case e vivere in pace coi loro vicini, sarebbe stato permesso di farlo" e che "sarebbe stato pagato l'indennizzo per le proprietà di quanti avessero scelto di non tornare". La risoluzione dava mandato inoltre di creare una commissione di conciliazione dell'ONU. Tuttavia le parti coinvolte non fecero alcun progresso nella sua applicazione e il problema dei rifugiati palestinesi rimase.

#### Scontri con aeroplani britannici
A mezzogiorno del 7 gennaio 1949 quattro Spitfire FR 18 della RAF appartenenti al 208º squadrone, in volo di perlustrazione nell'area di Deir al-Balah, inavvertitamente sorvolarono un convoglio israeliano che era stato da poco attaccato dall'aviazione militare egiziana. I soldati delle forze israeliane spararono contro gli aerei e abbatterono uno dei velivoli britannici. I restanti tre aerei furono abbattuti da due Spitfire di pattuglia dell'aviazione israeliana condotti da Slick Goodlin e John McElroy, dei volontari provenienti rispettivamente dagli Stati Uniti e dal Canada.
Più tardi in quella giornata quattro Spitfire della RAF appartenenti allo stesso squadrone, scortati da sette aerei Tempest dello squadrone nº 213 e da altri otto Tempest del 6º, alla ricerca degli aerei abbattuti del 208º, furono aggrediti da quattro Spitfire dell'aviazione israeliana e uno fu abbattuto, uccidendo il pilota David Tattersfield. Un altro Tempest fu danneggiato da un velivolo israeliano pilotato da Ezer Weizman. L'ultimo scontro fra Israele e RAF nel corso del conflitto riguardò un Mosquito PR. 34 del 13º squadrone RAF in missione di perlustrazione topografica, che venne abbattuto il 20 novembre 1948 da un P-51, alla cui guida era l'israeliano Waine Peake.

## Conseguenze

### Accordo di armistizio del 1949

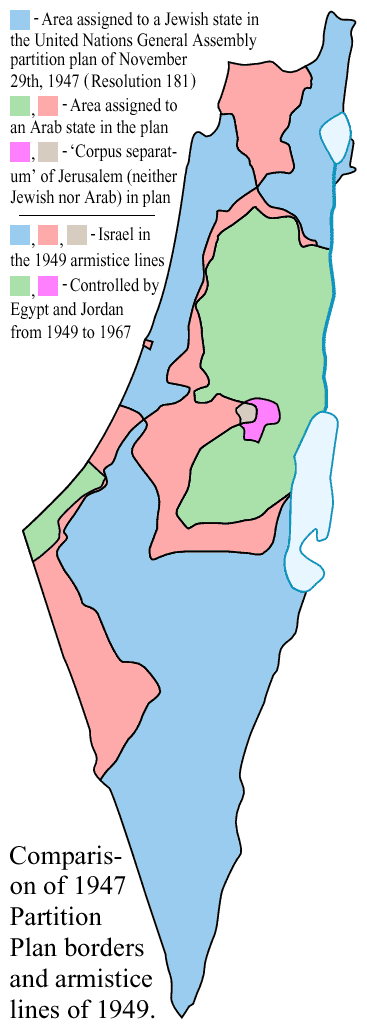
Confronto tra i confini decisi dalla partizione ONU del 1947 e l'armistizio del 1949

Nel 1949 Israele firmò armistizi separati con l'Egitto il 24 febbraio, con il Libano il 23 marzo, con la Transgiordania il 3 aprile e con la Siria il 20 luglio, riuscendo a tracciare i propri confini, che compresero il 78 % della Palestina mandataria, rispetto al 56 % previsto dal Piano di partizione dell'ONU. Tali linee di cessate il fuoco divennero più tardi note come la Green Line ("Linea Verde"). La striscia di Gaza e la Cisgiordania, invece, furono occupate rispettivamente da Egitto e Transgiordania.

### Perdite umane
Israele perse circa l'1 % della sua popolazione in guerra: 6373 persone. Quasi 4000 furono i militari e il resto civili.
Il numero esatto delle perdite arabe non è noto ma è stimato fra i 5000 e i 15000 morti.

### Conseguenze demografiche
Le Nazioni Unite stimarono che 700000 palestinesi, metà della popolazione araba della Palestina dell'epoca, fuggirono, emigrarono o furono obbligati a sgomberare durante il conflitto. Questo "esilio" fu chiamato "al-Nakba" (in arabo النكبة‎?), lett. "la catastrofe". Alcuni hanno rivelato che numerosi palestinesi seguitarono a credere che gli eserciti arabi avrebbero prevalso ed affermarono pertanto di voler tornare nelle loro terre d'origine.